# شرقاوة (كدانة)
شرقاوة هي إحدى مشيخات المملكة المغربية، تتبع جغرافيا لإقليم سطات وإداريًا لكدانة. يقدر عدد سكانها بـ 2638 نسمة حسب الإحصاء الرسمي للسكان والسكنى لسنة 2004.